# Sultan Hasanuddin

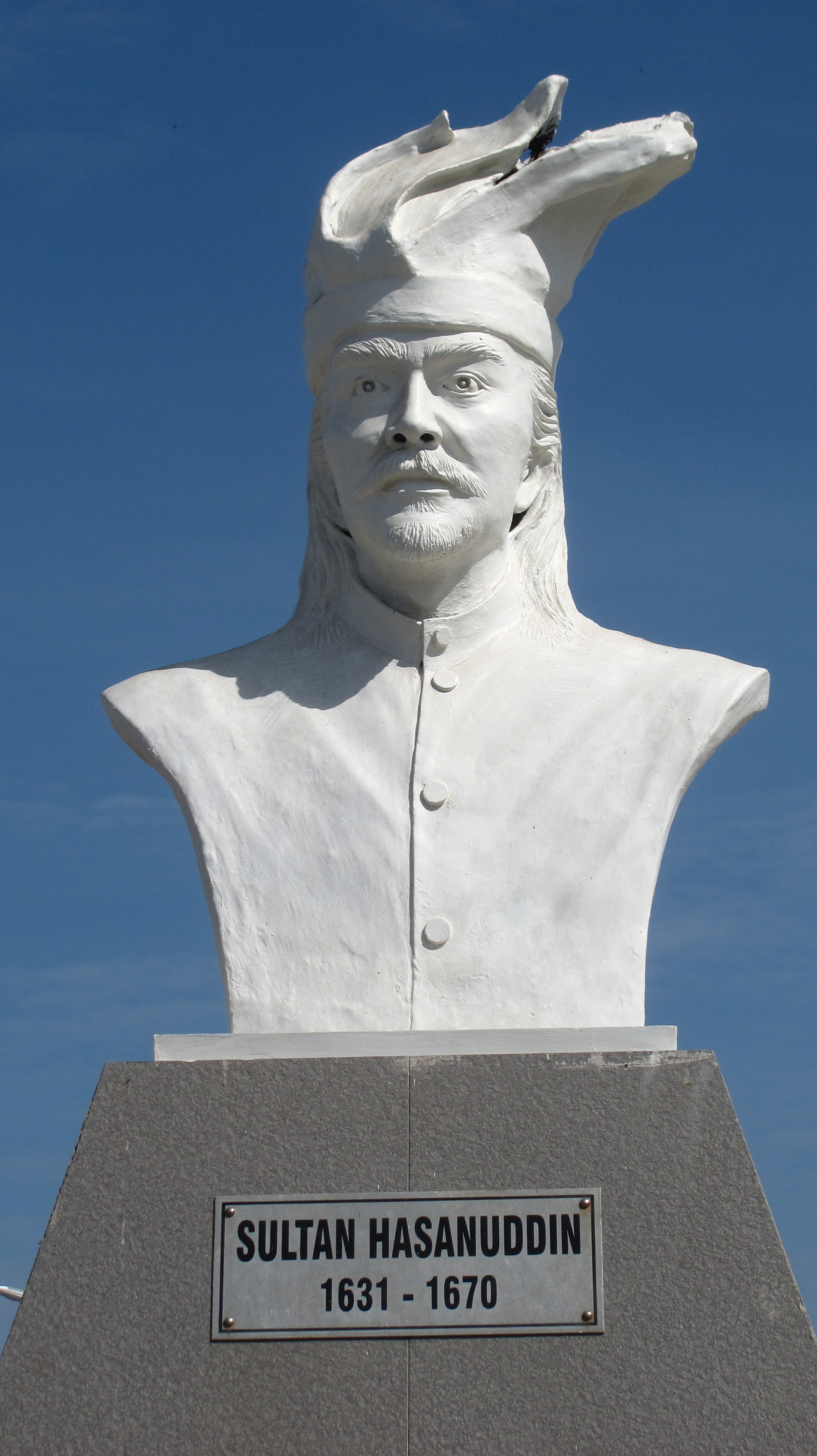
Monument de Sultan Hasanuddin à Makassar

Le sultan Hasanuddin Tumenanga ri Balla'pangkana, plus simplement connu sous le nom de Sultan Hasanuddin (règne 1653-69), était un souverain du royaume de Gowa dans le sud de l'île indonésienne de Célèbes. Sous son règne, Gowa atteint son apogée, après une série de conquêtes sur les principautés voisines des pays makassar et bugis initiées par ses prédécesseurs, les premiers rois musulmans de Gowa.
Toutefois, c'est aussi sous Hasanuddin que Gowa entre en conflit avec les Hollandais de la VOC (Compagnie néerlandaise des Indes orientales), basée à Batavia mais dont les intérêts à l'époque étaient essentiellement aux Moluques, les îles aux épices. Hasanuddin s'opposait au monopole que prétendait imposer la VOC sur la production et le commerce des épices. Son port était ouvert aux marchands étrangers, en particulier les Portugais, rivaux des Hollandais. En 1660, une flotte de la VOC forte de trente-et-un vaisseau attaque Gowa et détruit les bateaux portugais qui s'y trouvent. Hasanuddin doit signer la paix avec les Hollandais.
Mais Gowa continue de refuser la loi hollandaise. En 1666, la VOC lance une nouvelle expédition, avec une flotte de vingt-et-un navires commandée par Cornelis Speelman. Elle a pour allié le prince bugis Arung Palakka, ancien vassal de Gowa revenu d'exil, qui attaque par la terre. Hasanuddin est défait et doit signer le traité de Bungaya le 18 novembre 1667.
Il reprend néanmoins la lutte. Une deuxième campagne hollandaise, menée en 1668-69, aboutit à une défaite finale de Gowa.

## Postérité
Le 6 novembre 1973, il est fait héros national d'Indonésie, par décret du président Soeharto, en même temps que d'autres figures historiques de la lutte contre le colonialisme néerlandais (Pattimura, Diponegoro, Tuanku Imam Bonjol (en), Teungku Chik di Tiro (en) et Teuku Umar (en)). 
Le district militaire (en), l'université autonome et l'aéroport international de Makassar sont tous nommés d'après lui. Deux navires de la marine indonésienne portent également son nom : la frégate KRI Hasanuddin (en), aujourd'hui hors-service, et la corvette KRI Sultan Hasanuddin (id). 